# Play Me Backwards
Play Me Backwards — студийный альбом американской певицы Джоан Баэз выпущенный в 1992 году. Первый альбом исполнительницы, выпущенный на мейджор-лейбле (Virgin Records). Записан в Нэшвилле в том же году.  Альбом был номинирован на Грэмми в номинации «Лучший альбом в стиле современный фолк».
Певица посвятила песню Edge Of Glory своему отцу, а песни I'm With You и Through Your Hands — сыну Гейбу.

## Список композиций
| №   | Название                     | Автор(ы)                                      | Длительность |
| --- | ---------------------------- | --------------------------------------------- | ------------ |
| 1.  | «Play Me Backwards Backing»  | J. Baez, K. O'Connor, K. Greenberg, W. Wilson | 4:04         |
| 2.  | «Amsterdam»                  | B. Mondlock, J. Ian                           | 3:13         |
| 3.  | «Isaac & Abraham»            | J. Baez, K. Greenberg, W. Wilson              | 1:50         |
| 4.  | «Stones In The Road Backing» | M. Chapin Carpenter                           | 4:40         |
| 5.  | «Steal Across The Border»    | R. Davies                                     | 2:56         |
| 6.  | «I'm With You»               | J. Baez, K. Greenberg, P. Bunch, W. Wilson    | 2:51         |
| 7.  | «I'm With You (Reprise)»     | J. Baez, K. Greenberg, P. Bunch, W. Wilson    | 0:55         |
| 8.  | «Strange Rivers»             | J. Stewart                                    | 3:48         |
| 9.  | «Through Your Hands»         | J. Hiatt                                      | 4:27         |
| 10. | «The Dream Song»             | J. Baez, R. Davies                            | 3:19         |
| 11. | «Edge Of Glory»              | J. Baez, K. O'Connor, K. Greenberg, W. Wilson | 4:16         |

## Участники записи
- Джоан Баэз — вокал, гитара
- Kenny Greenberg (1, 2, 4-9, 11) — акустическая гитара
- Kenny Greenberg (1, 2, 4, 6, 7, 9, 11) — электрическая гитара
- Glenn Worf (2, 6, 7, 9), Willie Weeks (4, 11) — бас-гитара
- Edgar Meyer (1, 5, 10) — контрабас
- Ashley Cleveland ( 1, 2, 4, 9,); Chris Rodriguez (6, 7), Greg Barnhill (6, 7, 11) — бэк-вокал
- Marcos Suzano (1, 2, 4, 6, 7), Tom Roady (9, 11) — перкуссия
- Chad Cromwell (2, 4, 6, 7, 11) — барабаны
- Jerry Douglas (2, 8) — lap slide guitar[англ.] (Weissenborn)
- Jerry Douglas (4, 9) — Шаблон:Лэп-стил-гитара
- Jerry Douglas (1, 5-7) — добро
- Wally Wilson (2, 9) — синтезатор
- Ed Simonton, Eric Gorodetzky, Greg Parker, Roy Gamble, Taylor York — звук